# Tooting Bec metróállomás
A Tooting Bec a londoni metró egyik állomása a 3-as zónában, a Northern line érinti.

## Története
Az állomást 1926. szeptember 13-án adták át Trinity Road (Tooting Bec) néven a City and South London Railway részeként. Mai nevét 1950. október 1-jén kapta. Napjainkban a Northern line vonatai szolgálják ki.

## Forgalom
| Járat | Útvonal | Gyakoriság     |
| ----- | --- | -------------- |
|       | (Edgware és High Barnet felől –) Kennington – Oval – Stockwell – Clapham North – Clapham Common – Clapham South – Balham – Tooting Bec – Tooting Broadway – Colliers Wood – South Wimbledon – Morden | 2-3 percenként |

## Átszállási kapcsolatok
| Állomás     | Átszállási kapcsolatok             |
| ----------- | ---------------------------------- |
| Tooting Bec | Helyi buszok (Tooting Bec Station) |

## Fordítás
- Ez a szócikk részben vagy egészben  a   Tooting Bec tube station című angol Wikipédia-szócikk fordításán alapul.  Az eredeti cikk szerkesztőit annak laptörténete sorolja fel. Ez a jelzés csupán a megfogalmazás eredetét és a szerzői jogokat jelzi, nem szolgál a cikkben szereplő információk forrásmegjelöléseként.